# 그렌빌 (그레나다)
그렌빌(Grenville)은 그레나다 세인트앤드루구에 위치한 도시이다. 인구는 2,492명(2006년)이다. 세인트조지스에 이어 그레나다에서 2번째로 큰 도시이다.